# Andreja Blagojević
Andreja Blagojević (Rijeka, 15. siječnja 1967. – Rijeka, 20. svibnja 2015.) je bila hrvatska kazališna i filmska glumica.

## Filmografija

### Filmske uloge
- "Digni svoju glavu" (2009.)
- "Libertas" kao žena (2006.)
- "Mare Largo" kao Edoardova prevoditeljica (1998.)
- "Fiabe metropolitane" kao Anila (1997.)

## Vanjske poveznice
- Andreja Blagojević u internetskoj bazi filmova IMDb-u (engl.)